# Loss and Damage

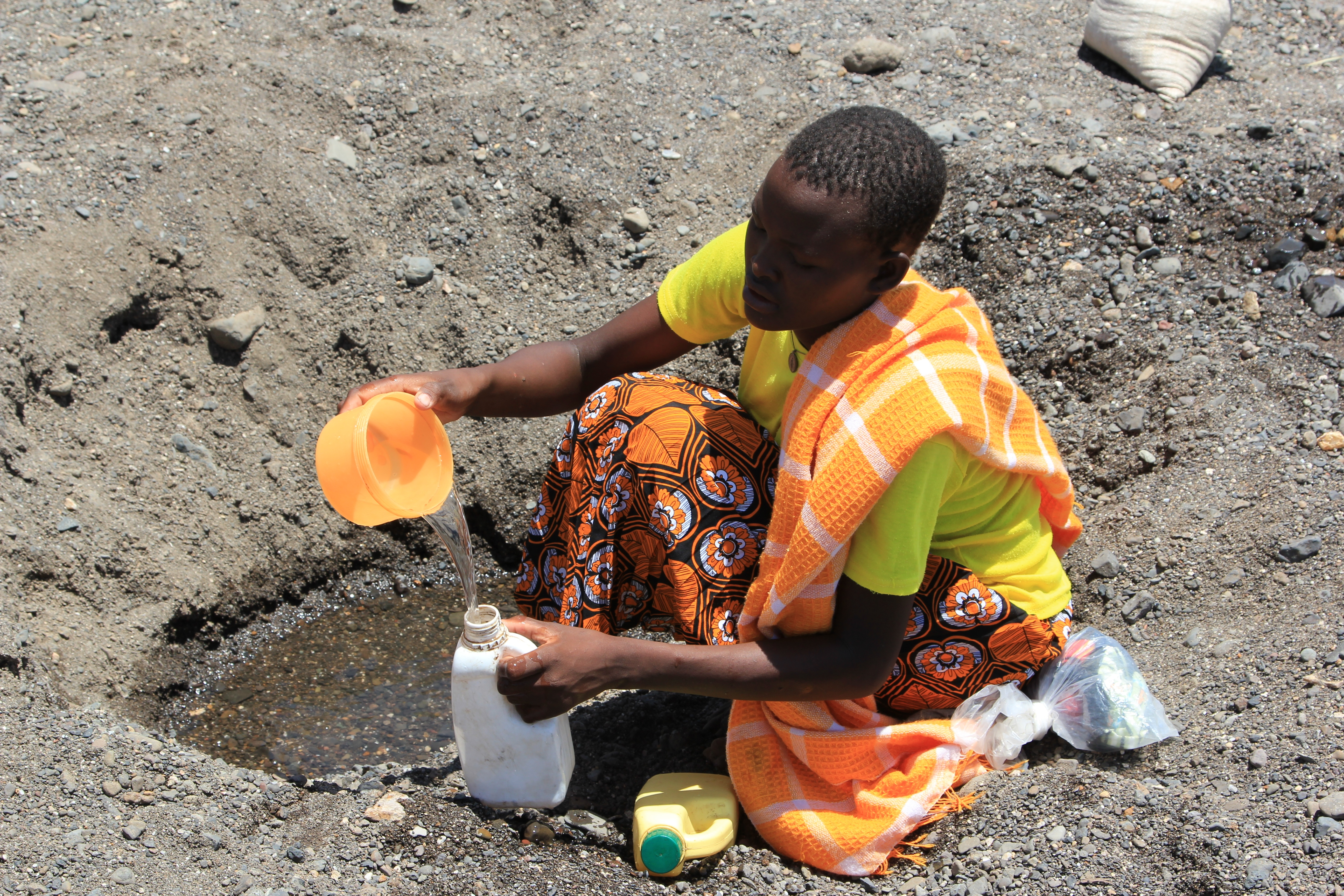
Eine Frau schöpft Wasser in einem trockenen Flussbett in der Nähe von Kataboi im abgelegenen Turkana County im Norden Kenias (September 2013)

Der englischsprachige Begriff Loss and Damage (dt. Verlust und Schaden, offiziell meist Verluste und Schäden, auch Verlust und Zerstörung) ist ein Schlagwort in der Klimapolitik und eine Kategorie in den internationalen Klimaverhandlungen. Er umschreibt die Auswirkungen von klimabedingten Stressoren, die trotz der Bemühungen auftreten, Treibhausgas-Emissionen weltweit generell und zur Anpassung an Klimaveränderungen zu reduzieren.
Verluste sind dauerhaft, sie lassen sich nicht wiederherstellen. Hierzu gehören der Verlust von Menschenleben, das Aussterben biologischer Arten oder Verluste von Kulturland durch den Meeresspiegelanstieg. Schäden sind reversibel, wie etwa monetäre Einbußen oder Schäden an Straßen.
Verluste und Schäden können durch plötzliche Ereignisse eintreten (Extremwetter wie Wirbelstürme, Taifune oder Zyklone) oder durch langsam einsetzende und ablaufende Prozesse wie der weltweite Anstieg des Meeresspiegels; sowohl in menschengemachten Systemen wie Siedlungsstrukturen wie auch in natürlichen wie z. B. der Biodiversität. Der Schwerpunkt in Forschung und Politik liegt auf den menschlichen Einflüssen. Im Bereich der Verluste und Schäden an den menschlichen Systemen wird unterschieden zwischen wirtschaftlichen und nicht-wirtschaftlichen Verlusten: Der Hauptunterschied zwischen den beiden ist, dass nicht-wirtschaftliche Verluste Dinge betreffen, die an den Märkten nicht so häufig gehandelt werden.

## Betroffene
Von entsprechenden Verlusten und Schäden Betroffene sind beispielsweise Landwirte, die kein Getreide mehr als Nahrungsmittel anbauen können oder Gras, um ihr Vieh zu ernähren, weil ihr Boden zu salzig geworden ist (-> Versalzung), sowie Fischer, die ihre Existenzgrundlage verloren haben, weil Flüsse ausgetrocknet sind.
Eine qualitative Datenanalyse, was der 5. Sachstandsbericht des IPCC über Loss and Damage aussagt, zeigt überraschend, dass der Begriff viel häufiger in Aussagen über die „Anhang 1“-Länder wie z. B. Australien, die europäischen Länder oder die USA verwendet wurde als im Text über die „Nicht-Anhang-1-Länder“, das sind die meisten Länder in Afrika, Asien, Lateinamerika und dem pazifischen Raum, welche wesentlich anfälliger für Auswirkungen des Klimawandels sind.

## Entwicklung
Im Jahr 1991, während die Klimarahmenkonvention der Vereinten Nationen (UNFCCC) noch erarbeitet wurde, forderte die Alliance of Small Island States (AOSIS) Verluste und Schäden durch den Klimawandel zu berücksichtigen. Sie schlugen die Einrichtung einer Klimaversicherung vor, mit denen Opfer des Meeresspiegelanstiegs entschädigt werden sollten.
Der Fahrplan von Bali, Ergebnis der UN-Klimakonferenz auf Bali 2007, rief dazu auf, Mittel für Verluste und Schäden in besonders verwundbaren Entwicklungsländern bereitzustellen. Im Jahr 2009 wurde auf der COP 15 in der „Übereinkunft von Kopenhagen“ ein Green Climate Fund (GCF) zur finanziellen Unterstützung vom Klimawandel betroffener Länder erwähnt; tatsächlich gegründet und im Rahmen der UNFCCC errichtet wurde der Fonds ein Jahr später während der UN-Klimakonferenz in Cancún (COP 16).
Auf der COP 18, der 18. UN-Klimakonferenz (United Nations Framework Convention on Climate Change, UN-Rahmenkonvention zum Klimawandel, UNFCCC) 2012 in Doha (Katar) bedurfte es Verhandlungen von 36 Stunden Dauer zwischen den beteiligten 195 Nationen, um einen Plan zu erstellen, wie man Verlusten und Schäden durch die negativen Auswirkungen des Klimawandels vor allem in besonders für Klimawandel anfälligen Ländern begegnen könne: das Climate Vulnerable Forum (Runde der Klimaverletzlichen, CVF) wurde ins Leben gerufen, eine entsprechende Webseite erstellt:

„the first dedicated site for news, resources and opinion on the issue of loss and damage associated with the adverse impacts of climate change

(die erste spezielle Website mit den negativen Auswirkungen des Klimawandels für Nachrichten, Ressourcen und Meinungen über die Frage der Verluste und Schäden)“

Die UN-Rahmenkonvention zum Klimawandel hat ein Arbeitsprogramm für das Themenfeld Loss and Damage entwickelt: Es zielt darauf ab, das Problem in den Entwicklungsländern zu verorten, welche besonders anfällig für die negativen Auswirkungen des Klimawandels sind. Vom 12. bis 14. September 2013 sollte ein Treffen in Fidschi prüfen, wie Verluste und Schäden durch allmählich eintretende Ereignisse am besten zu definieren seien. Vor allem Bangladesch leidet durch den Anstieg des Meeresspiegels aufgrund der flachen Topographie in seinen Küsten-Regionen bereits unter entsprechenden Folgen.
Auf der COP 19, der 19. Konferenz der Vertragsparteien-Sitzung des UNFCCC im Jahr 2013 in Warschau (Polen) führte die Diskussion um das Thema aufgrund der harten und abwehrenden Haltung der Industrieländer fast zum Scheitern des Gipfels, die Umweltverbände Greenpeace, WWF, Oxfam und BUND verließen wie bisher beispiellos das Treffen. Schließlich wurde das Warsaw International Mechanism for Loss and Damage associated with Climate Change Impacts-Institut (Internationale Mechanismen für Verluste und Schaden im Zusammenhang mit Auswirkungen des Klimawandels) ins Leben gerufen.
An der COP 20, der 20. Konferenz der Vertragsparteien 2014 in Lima, Peru wurde ein Arbeitsplan des Vorstands des Warschauer Internationale-Mechanismen-Instituts genehmigt.
Bei der 22. UN-Klimakonferenz in Marrakesch konnten sich die beteiligten 196 Staaten im November 2016 auf einen Weg einigen, um 2020 das Ziel der avisierten 100 Mrd. Dollar jährlich für die Finanzierung von Klimaschutz und -anpassung zu erreichen. Die Teilnehmerländer erkannten zusätzlich zur Bedeutung der Schadensvermeidung und -minderung auch die der Verluste und Schäden an, die sich nicht mehr vermeiden lassen und die sie künftig adressieren wollen.
Der 2013/2014 veröffentlichte 5. Sachstandsbericht des Intergovernmental Panel on Climate Change (IPCC) hatte noch kein besonderes Kapitel über die Verluste und Schäden, aber das „WG2“-Kapitel 16 über die Anpassung an Grenzen und Zwänge ist sehr wichtig für diejenigen, die sich für Loss an Damage interessieren.
Ob der 6. Sachstandsbericht des IPCC ein Kapitel über Verlust und Schaden haben wird, war noch nicht entschieden.

## Rezeption
In der populären Presse und den Erklärungen mancher an Klimaverhandlungen Beteiligter wird der Begriff häufig mit der Frage nach der entsprechenden Haftung sowie nach möglichen finanziellen Ausgleichen verbunden. Dies erklärt, warum das Thema hitzige Debatten auslöst, und dazu beiträgt, die Kluft zu erweitern zwischen den entwickelten Ländern, die in historischer Sicht für die meisten Treibhausgasemissionen verantwortlich sind, sowie den Entwicklungs- und Schwellenländern, die anfälliger für die negativen Auswirkungen des Klimawandels sind. Für gefährdete Länder bedeutet der Begriff vor allem, über diese Vergangenheit zu diskutieren und die derzeitigen Bemühungen in den Fokus zu nehmen: gefährlichen Klimawandel zu vermeiden sowie die Grenzen und Einschränkungen für mögliche Anpassungen zu erkennen.
Eine 2023 erschienene Studie legt nahe, dass die Herstellung von Klimagerechtigkeit zwischen den Ländern der Erde Zahlungen mit einem Finanzvolumen von 192 Billionen US-Dollar bedürfe. Die bis dahin und noch nicht vollständig beglichenen Ausgleichszahlungen internationaler Vereinbarungen betragen etwa 100 Milliarden US-Dollar (Stand: 2023).